# Trụ sở Liên Hợp Quốc tại Nairobi
Trụ sở Liên Hợp Quốc tại Nairobi là một trong bốn địa điểm văn phòng Liên Hợp Quốc chính, là nơi làm việc của các cơ quan Liên Hợp Quốc khác nhau.
Khu liên hợp các tòa nhà tọa lạc bên cạnh rừng Karura, trên Đại lộ Liên Hợp Quốc (United Nations Avenue), gần Đại sứ quán Hoa Kỳ ở Nairobi, Kenya .
Khu liên hợp của Liên Hợp Quốc tại Gigiri chứa một tòa nhà 'xanh', một tòa nhà cacbon trung tính hoàn toàn tự cấp năng lượng, là trụ sở Chương trình Môi trường Liên Hợp Quốc UNEP và văn phòng Chương trình định cư Liên Hợp Quốc UN-Habitat (United Nations Human Settlements Programme) .
Tháng 11 năm 2004, Hội đồng Bảo an Liên Hợp Quốc đã tổ chức một phiên họp hiếm tại Nairobi để thảo luận về tình hình ở miền nam và miền tây Sudan. Cuộc họp được triệu tập theo sự đề nghị của Đại sứ Hoa Kỳ John Danforth .

## Các cơ quan
| Viết tắt            | Tên cơ quan                                                       | Tên giao dịch                                                      |
| ------------------- | ----------------------------------------------------------------- | ------------------------------------------------------------------ |
| Cơ quan đặt trụ sở  |                                                                   |                                                                    |
| UNEP                | Chương trình Môi trường Liên Hợp Quốc                             | United Nations Environment Programme                               |
| UN-Habitat          | Chương trình định cư Liên Hợp Quốc                                | United Nations Human Settlements Programme                         |
| Cơ quan có đại diện |                                                                   |                                                                    |
| FAO                 | Tổ chức Lương thực và Nông nghiệp Liên Hợp Quốc                   | Food and Agriculture Organization                                  |
| ICAO                | Tổ chức Hàng không dân dụng quốc tế                               | International Civil Aviation Organization                          |
| ILO                 | Tổ chức Lao động Quốc tế                                          | International Labour Organization                                  |
| IMO                 | Tổ chức Hàng hải Quốc tế                                          | International Maritime Organization                                |
| IMF                 | Quỹ Tiền tệ Quốc tế                                               | International Monetary Fund                                        |
| UNAIDS              | Chương trình phối hợp Liên Hợp Quốc về HIV/AIDS                   | Joint United Nations Programme on HIV/AIDS                         |
|                     | Trung tâm Liên Hợp Quốc về Phát triển khu vực, Văn phòng châu Phi | United Nations Centre for Regional Development, Africa Office      |
| UN Women            | Phụ nữ Liên Hợp Quốc                                              | UN Women                                                           |
| UNDP                | Chương trình Phát triển Liên Hợp Quốc                             | United Nations Development Programme                               |
| UNODC               | Văn phòng Chống ma túy và tội phạm Liên Hợp Quốc                  | United Nations Office on Drugs and Crime                           |
| UNESCO              | Tổ chức Giáo dục, Khoa học và Văn hóa Liên Hợp Quốc               | United Nations Educational, Social and Cultural Organization       |
| UNHCR               | Cao ủy Liên Hợp Quốc về người tị nạn                              | United Nations High Commission for Refugees                        |
| UNIDO               | Tổ chức Phát triển Công nghiệp Liên Hợp Quốc                      | United Nations Industrial Development Organization                 |
| UNICEF              | Quỹ Nhi đồng Liên Hợp Quốc                                        | United Nations Children's Fund                                     |
|                     | Dịch vụ Hàng không chung Liên Hợp Quốc                            | United Nations Common Air Services                                 |
| OCHA                | Văn phòng Liên Hợp Quốc Điều phối các vấn đề nhân đạo             | United Nations Office for the Coordination of Humanitarian Affairs |
| UNOPS               | Văn phòng Liên Hợp Quốc về các Dịch vụ dự án                      | United Nations Office for Project Services                         |
|                     | Văn phòng Chính trị Liên Hợp Quốc về Somalia                      | United Nations Political Office for Somalia                        |
| UNFPA               | Quỹ Dân số Liên Hợp Quốc                                          | United Nations Population Fund                                     |
| WB                  | Ngân hàng Thế giới                                                | World Bank                                                         |
| WFP                 | Chương trình Lương thực Thế giới                                  | World Food Programme                                               |
| WHO                 | Tổ chức Y tế Thế giới                                             | World Health Organisation                                          |